# Застава Венецуеле
Застава Венецуеле потиче из 1811. године. Тада су усвојене три главне боје: жута, плава и црвена. Распоређене су у три хоризонтална поља. Касније су застави додати грб и звезде. 
Жута боја симболизује богаство, плава храброст а црвена независност.
У 19. веку застави је додато 7 звездица које су представљале покрајине Венецуеле. Дана 20. новембра додата је и 8 звездица пошто је припојена новоослобођена провинција Гијана. 
Године 1954. усвојене су и војна и поморска застава које у горњем десном углу садрже грб. На грбу се налази коњ у галопу а смер његовог кретања је промењен 2006. године. 

## Галерија
- Застава Венецуеле са грбом
- Стандарта председника Венецуеле
- Застава Венецуеле
(1810–1812 и 1813−1814)
- Застава Венецуеле
(1830−1836)
- Застава Венецуеле
(1836−1859)
- Застава Венецуеле
(1859)
- Застава Венецуеле
(1859−1863)
- Застава Венецуеле
(1863−1905)
- Застава Венецуеле
(1905−1930)
- Застава Венецуеле
(1930−1954)
- Застава Венецуеле
(1954−2006)
- Застава Велике Колумбије
(1819−1820)
- Застава Велике Колумбије
(1820−1821)
- Застава Велике Колумбије
(1821−1830)